# ベルナーオーバーラント鉄道

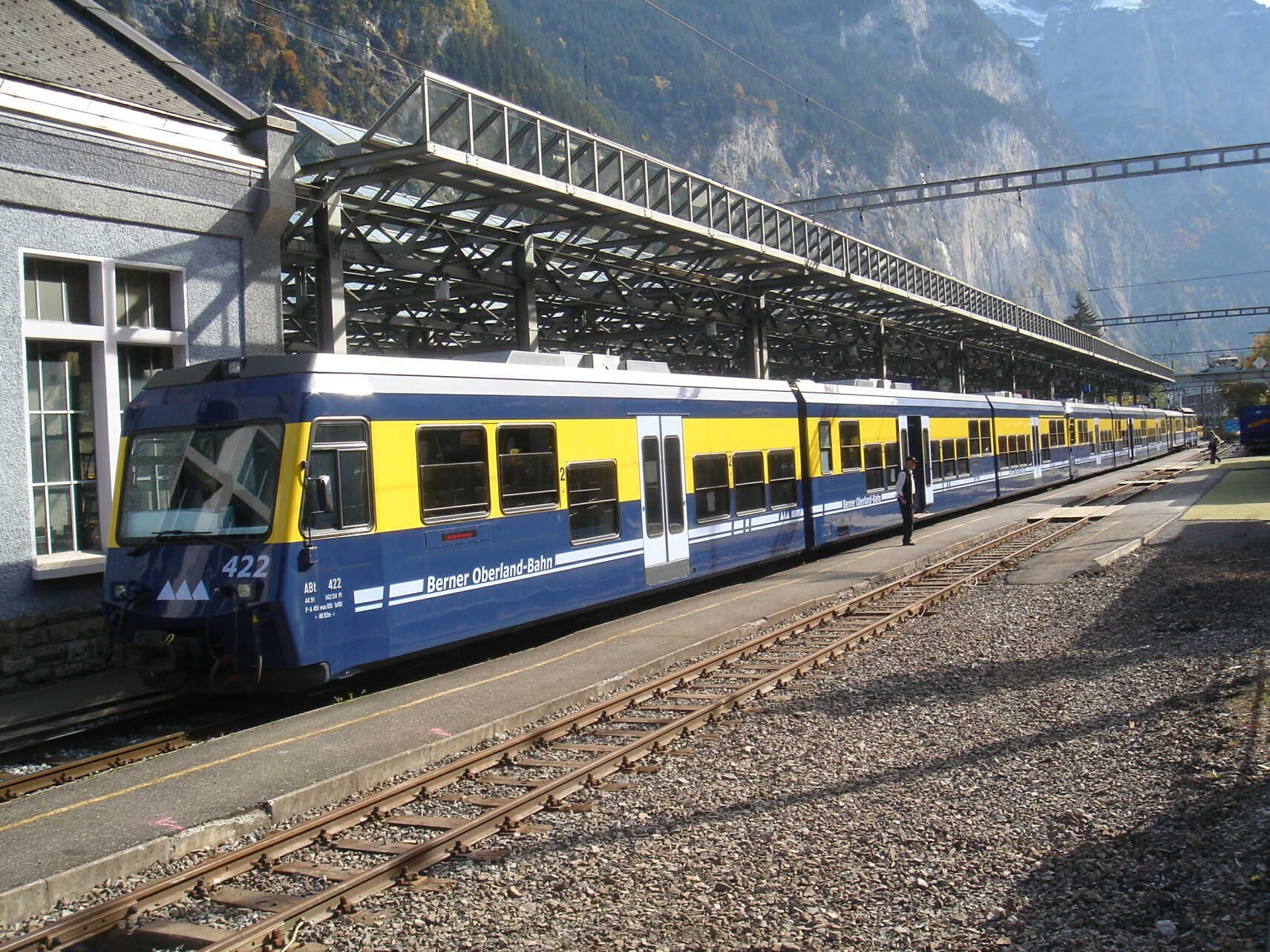
BOBの車両

ベルナーオーバーラント鉄道(-てつどう ドイツ語: Berner Oberland Bahn 略:BOB)はインターラーケン・オスト駅（インターラーケン東駅）からラウターブルンネンまでを結ぶ23.6kmの登山鉄道である。

## 概要
軌間は1000mm（メーターゲージ）。路線の急勾配区間にのみリッゲンバッハ式のラックレールが敷かれており、最大勾配は120パーミルである。途中のツヴァイリュッチーネン駅で二つの線路に分かれ、ほとんどの列車がこの駅で分割・併合を行うので、自分の乗車する車両がどこに行くのかを行先標等により確認する必要がある。しかし、クライネ・シャイディク駅より先に行く場合なら、ラウターブルネン駅経由（南進）からでも、グリンデルヴァルト駅経由（東経由）からでも、クライネ・シャイディク駅で同じぐらいの時刻に着く。また、クライネ・シャイディク駅より先の駅までの往復乗車券は、どちらの路線経由でも有効なので、行きと帰りの経路に変化をつけることも可能である。
なお、対外的な案内としては当鉄道に対して、ユングフラウ鉄道群（Jungfraubahnen）の呼称も使われる。Jungfraubahnenは、ベルナーオーバーラント鉄道(BOB)、ヴェンゲルンアルプ鉄道(WAB)、ユングフラウ鉄道(JB、Jungfraubahn)の3鉄道の総称として用いられており、3鉄道で乗車券のデザインも共通である。なお、共通乗車券デザインは、ベルナーオーバーラント鉄道の支線であるシーニゲ・プラッテ鉄道線(SPB)にも適用される。（JungfraubahnenとはJungfraubahnの複数形である。）Jungfraubahnen内のみで完結する乗車券は1ヶ月間有効であるが、1駅でもスイス連邦鉄道（スイス国鉄）の区間が入るとスイス国鉄のルールに従った有効期限となる。

## 駅
| 駅名                                     | 駅間 (km) | 標高 (m) | 接続・備考 |
| ---------------------------------------- | --------- | -------- | --- |
| 本線                                     |           |          | |
| インターラーケン東駅                     | -0.18     | 567      | ベルナー・オーバーラント鉄道 ツェントラル鉄道ブリューニック線 BLS鉄道トゥーン湖線（スイス連邦鉄道とドイツ鉄道も乗り入れ）   |
| ヴィルダースヴィル駅                     | 3.24      | 584      | シーニゲ・プラッテ鉄道 |
| ツヴァイリュッチーネン駅                 | 8.18      | 652      | 連結編成の前がラウターブルンネン駅行きに、後ろがグリンデルヴァルト駅行きに分割。                                            |
| ラウターブルンネン方面（南西方向分岐線） |           |          | |
| ザンドヴァイト駅                         | 10.42     | 725      | リクエストストップ |
| ラウターブルンネン駅                     | 12.28     | 795      | ヴェンゲルンアルプ鉄道（ヴェンゲン経由クライネ・シャイデック行き） ラウターブルンネン・ミューレン山岳鉄道（ミューレン行き） |
| グリンデルヴァルト方面（南東方向分岐線） |           |          | |
| リュッチェンタール駅                     | 12.29     | 714      | リクエストストップ |
| ブルクラウエネン駅                       | 14.43     | 896      | リクエストストップ |
| シュヴェンディー駅                       | 16.82     | 920      | リクエストストップ |
| グリンデルヴァルト・ターミナル駅         | 18.34     | 1001     | 2019年12月15日開業。 メンリッヒェン・ケーブルカー                                                                           |
| グリンデルヴァルト駅                     | 19.41     | 1034     | ヴェンゲルンアルプ鉄道（クライネ・シャイデック行き）                                                                        |

| シーニゲ・プラッテ鉄道 | シーニゲ・プラッテ鉄道 | シーニゲ・プラッテ鉄道 | シーニゲ・プラッテ鉄道が1895年にベルナーオーバーラント鉄道に合併 |
| 駅名                   | 駅間 (km)              | 標高 (m)               | 接続・備考                                                       |
| ヴィルダースヴィル駅   | 0                      | 584                    | ベルナー・オーバーラント鉄道                                     |
| ブライトラウエネン駅   |                        | 1542                   |                                                                  |
| シーニゲプラッテ駅     | 7.25                   | 1987                   |                                                                  |

## 車両
- 現在では列車は主にラック式電車が牽引している。主要な形式は以下の通り。
  - ABeh4/4I形
  - ABeh4/4II形
- 1914年の電化時にはラック式の電気機関車が主力として使用されており、現在では動態保存機として2両が残されている。
  - HGe3/3形
- また、ABDeh4/4形ラック式電車を改造したDeh4/4形が事業用および除雪用として残されている。
  - Deh4/4形

## 参考資料
- 朝日新聞社　世界の車窓から　DVDブック　第1巻